# سعيد المصري
سعيد المصري أو مصطفى أبو اليزيد (17 ديسمبر 1955 - 21 مايو 2010)، المدير المالي وأحد الأعضاء المؤسسين في تنظيم القاعدة. يعتقد أن سعيد المصري وأبو حفص الموريتاني وسيف العدل، ممن عارضوا هجمات 11 سبتمبر قبل شهرين من تنفيذها. قُتل من قبل طائرة أمريكية في 21 مايو 2010.

## في باكستان
كان قد قُبض على سعيد المصري ضمن المئات الذين اشتبه فيهم بعد اغتيال أنور السادات عام 1981. وخرج من السجن بعد ثلاث سنوات، وانضم بعد فترة قصيرة إلى جماعة الجهاد الإسلامي، وفي عام 1988 سافر إلى أفغانستان. والمصري لديه زوجتين والعديد من الأبناء والأحفاد، ولديه ابنة متزوجة من الشيخ عمر عبد الرحمن.
منذ عام 1991، أصبح سعيد المصري الرئيس المالي لتنظيم القاعدة، في مكتب المحاسبة في پيشاوار. وعُيِن إبراهيم القوسي نائب له للتعامل مع الأمور المالية الخاصة بمشروعات المنظمات الأهلية.

## وفاته
ورد أنه قُتل في هجوم بطائرة أمريكية بدون طيار في باكستان في 21 مايو / أيار 2010 مع زوجته وبناته الثلاث وحفيدته. وأكد المسؤولون الأمريكيون والقاعدة وفاته.